# Igreja Católica na Venezuela
A Igreja Católica na Venezuela é parte da Igreja Católica universal, em comunhão com a liderança espiritual do Papa, em Roma, e da Santa Sé. A crise política, social e econômica do país faz com que a Igreja tenha de continuar denunciando os ataques à democracia, as punições aos opositores, as contínuas violações dos direitos humanos, o que faz com que ela seja considerada uma importante voz em defesa dos oprimidos.  Por ser uma ditadura do Partido Socialista Unido da Venezuela, críticas ao governo e apoio a opositores por parte das igrejas não são tolerados, e ataques por parte do Governo são rotineiros, como ameaças, ataques às igrejas, difamação, prisões arbitrárias, vigilância, censura e restrição ao acesso de serviços públicos, alimentos ou medicações.

## História

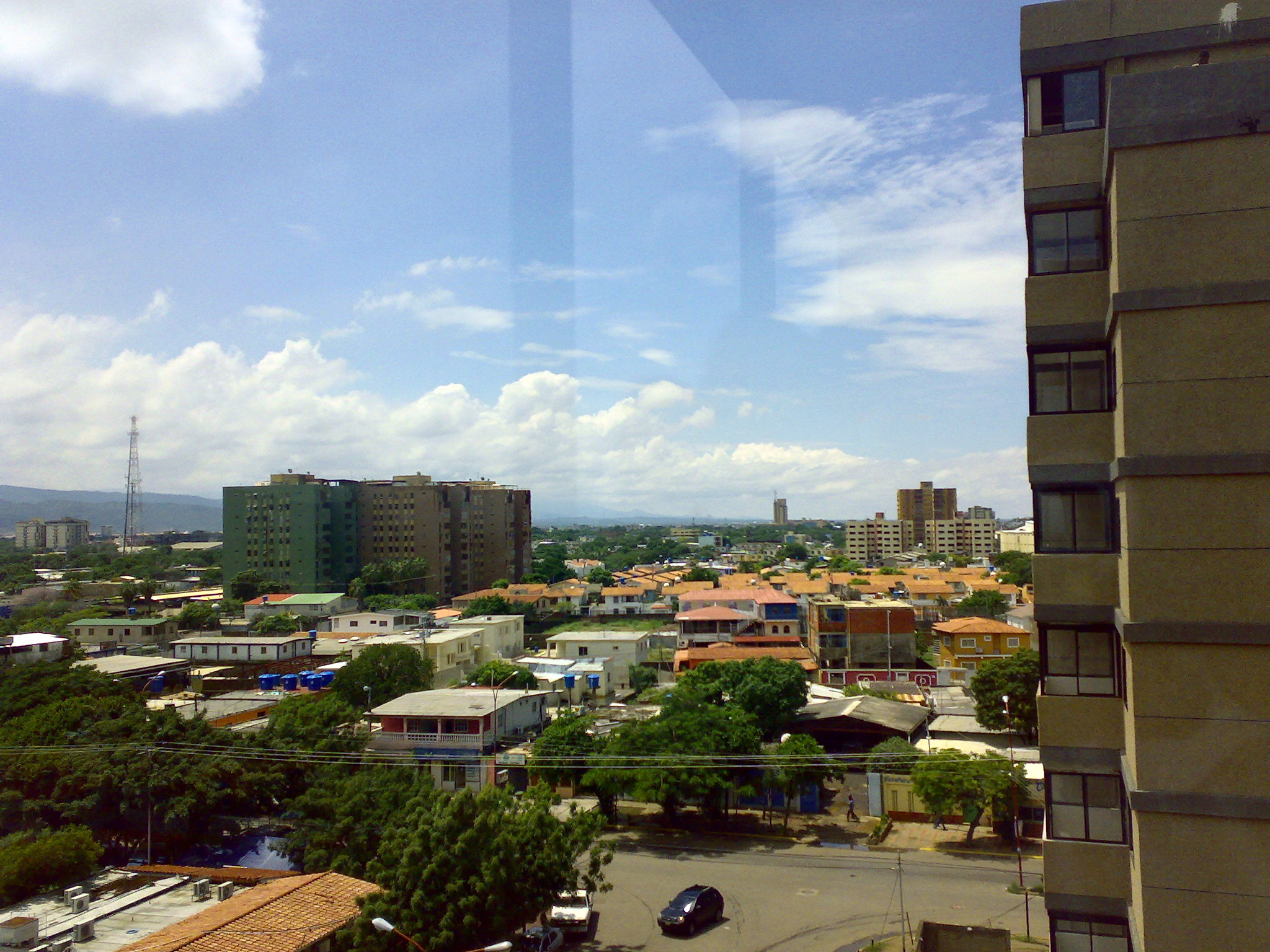
Coro, local da chegada dos europeus à Venezuela.

### Colonização
Descoberta por Cristóvão Colombo em 1º de agosto de 1498, os colonizadores tiveram como ponto de partida o vilarejo de Santa Ana de Coro para exploração e povoamento das terras. Em 1516, o cardeal Francisco Jiménez de Cisneros, da Espanha, emitiu dois decretos que diziam que a evangelização do atual território venezuelano seria feita pelos frades da Diocese de Santo Domingo e suas dependências, solicitando que seriam auxiliados pelos dominicanos e franciscanos no trabalho missionário no Golfo de Santa Fé, Chichiriviche e Cumaná. Esses decretos referiam-se a dois missionários mortos por nativos em represália aos maus-tratos de conquistadores intrusos. As missões estabelecidas pela Igreja evoluíram gradualmente para cidades, aldeias de nativos convertidos e paróquias com párocos próprios, e esses padres arrumavam meios de libertar os nativos capturados nas famosas encomiendas.

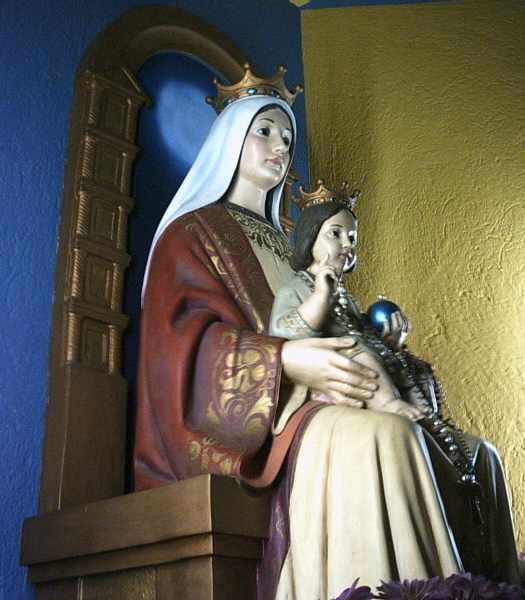
Imagem de Nossa Senhora de Coromoto.

Em 1651 foi relatada uma aparição da Virgem Maria a uma tribo indígena isolada e que resista à evangelização dos missionários. O cacique teria visto uma "formosíssima Senhora de incomparável beleza, que trazia em seus braços um preciosíssimo Menino, caminhando sobre as cristalinas águas da corrente" em uma terra alagada da região. A mulher falou a língua nativa da tribo, pedindo a ele que colocasse água sobre a cabeça para poder "subir aos céus". Apoiados pelo leigo espanhol Juan Sánchez (o dono das terras alagadas), que fez de tudo para facilitar civilização dos índios, os quais receberam terras, construíram seus próprios ranchos e foram batizados e catequizados por vontade própria. Após algum tempo, o cacique que havia visto a Virgem Maria, desistiu de se tornar cristão, e voltou à aldeia. Novamente ele recebeu a visita de Nossa Senhora, mas, cheio de temor tentou acertá-la com uma flecha, a qual ela simplesmente arrancou de sua mão, e sumiu. Neste momento, sua imagem apareceu na mão do cacique, cheia de luz. Recuperada por Juan Sánchez, a imagem da Virgem ganhou o título de Nossa Senhora de Coromoto, sendo proclamada padroeira da Venezuela pelo Papa Pio XII em 7 de maio de 1944.
Os franciscanos, capuchinhos, dominicanos, jesuítas, agostinianos e mercedários empreenderam atividades missionárias, sendo os dois últimos grupos os que se estabeleceram em Caracas. O primeiro grupo citado trabalhou durante 160 anos no território da Nova Barcelona, indo inclusive além do sul do Rio Orinoco. Fundadores de centenas de povoados, os capuchinhos evangelizaram a região dos llanos de Caracas, Nova Andaluzia, ilha de Trinidad e Guiana até o Rio Mazarúni a leste e até o rio Branco; também o alto Orinoco, o Rio Meta, Lago de Maracaibo e em Guajira. Os dominicanos estavam baseados nas regiões de Apure e Barinas, onde fundaram 20 cidades. Os jesuítas foram missionários na região do Orinoco até serem expulsos por Carlos III. O fato é que, nada menos que 347 cidades devem sua existência ao trabalho dos missionários. Os registros apontam que 54 missionários entregaram a vida pela sua fé entre 1514 e 1817.

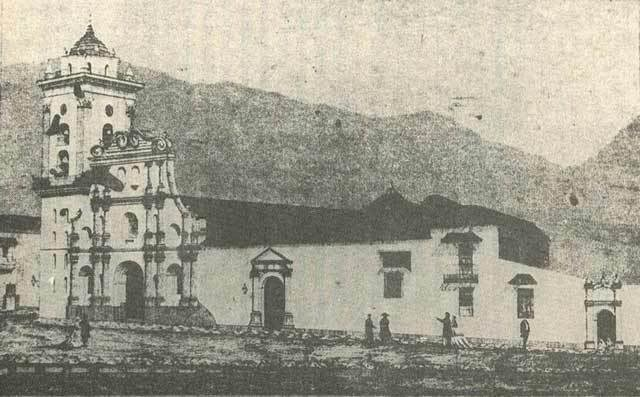
Foto da Catedral de Caracas em 1867.

No período colonial, o desenvolvimento da hierarquia foi lento. A primeira diocese criada em território venezuelano foi a Diocese de Coro, em 21 de junho de 1531 pelo Papa Clemente VII. Para se ter uma dimensão de quanto tempo levou para que a hierarquia católica fosse se desenvolvendo, Caracas foi a primeira a ser elevada a arquidiocese, quase 300 anos depois de sua fundação, em 1803. Os bispos não só organizaram a hierarquia na Venezuela e supervisionaram a disciplina eclesiástica, mas também contribuíram de forma geral para o desenvolvimento do país.  Em 1673, González de Acuña, funda o Seminário Tridentino de Caracas, mais tarde renomeado Interdiocesano de Santa Rosa de Lima, introduziu água potável na cidade. Mariano Martí, então bispo de Porto Rico, viajou por sua extensa diocese na Venezuela entre os anos de 1771 e 1784, tornando-se um pioneiro em estatística, quando compilou suas análises demográficas nos quatro volumes de Relación de la visita general. De acordo com os registros históricos, o primeiro sínodo diocesano venezuelano foi realizado em Coro, em 26 de julho de 1574, durante o episcopado de Dom Pedro de Ágreda, enquanto que o segundo sínodo foi convocado em 1687 por Dom Diego de Baños y Sotomayor.

### Independência
A independência da Venezuela da Espanha ocorreu em 5 de julho de 1811. Como consequência da sucessão de ditaduras politicamente instáveis, as missões declinaram em meados do século XIX, , e, por isso, o Papa Pio XI erigiu o Vicariato Apostólico de Caroní em 4 de março de 1922. Durante o século XX atuaram no país os salesianos, filhas de Maria, irmãs da caridade de Santa Ana, franciscanas, capuchinhas e dominicanas.
Em 1959, Rómulo Betancourt assumiu a presidência, iniciando uma era democrática que perdurou no século seguinte. Ele aboliu a Lei do Mecenato Eclesiástico, uma forma de padroado herdada da coroa espanhola, que fez com que os bispos voltassem a ser nomeados pelo Papa em vez do Estado. O período foi de boa convivência com o governo. Um acordo com a Santa Sé dá à Igreja Católica o reconhecimento de personalidade pública e jurídica. Outro acordo foi assinado entre ambas as partes em 1994, sobre a prestação de assistência espiritual nas Forças Armadas venezuelanas.

### Crime organizado

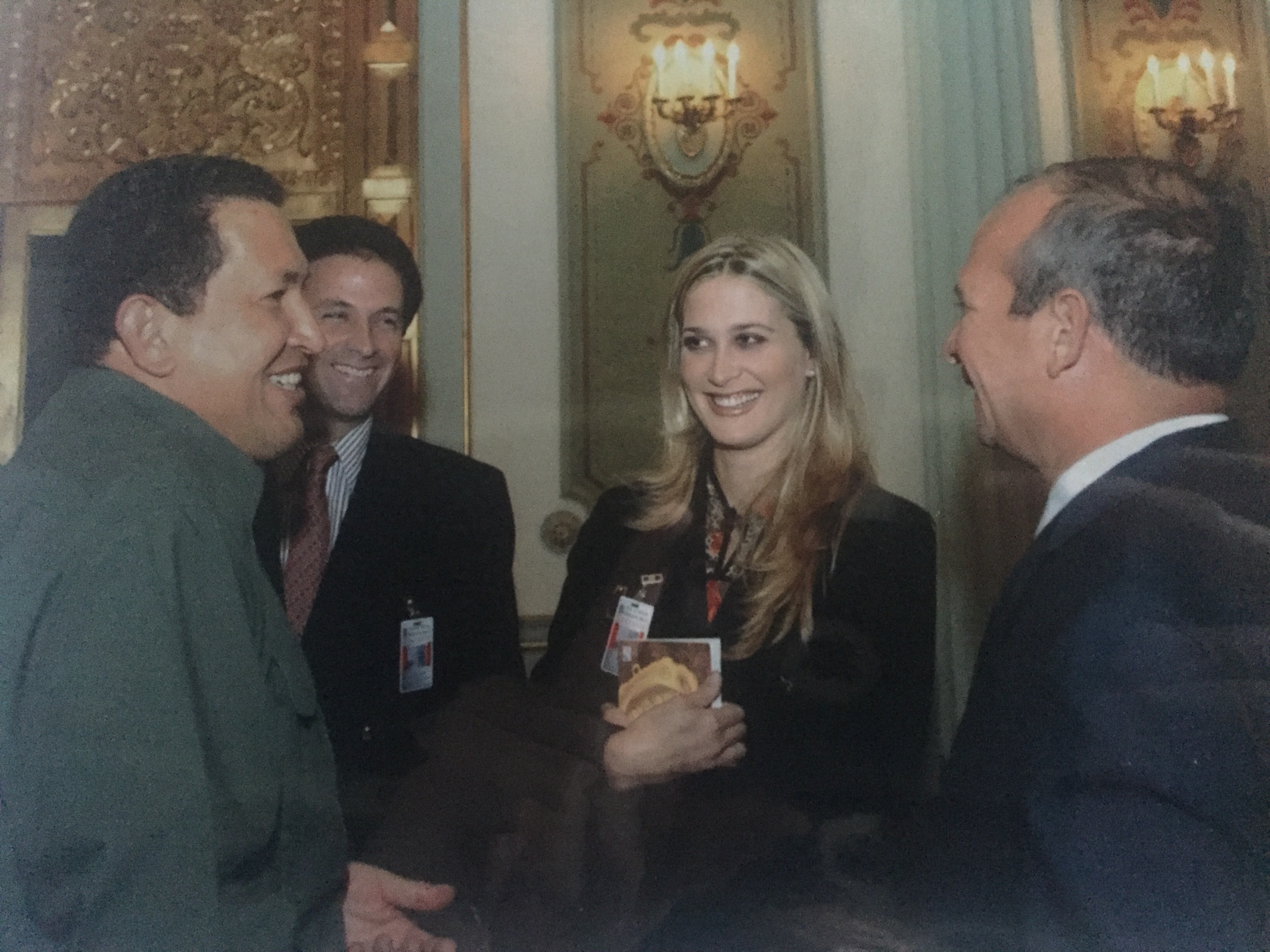
Hugo Chávez em 2002.

Na década de 1990, Igreja e governo eram pressionados a enfrentar o aumento dos crimes violentos devido ao tráfico de drogas. Em 30 de dezembro de 1999 uma nova, controversa e autoritária constituição foi implementada sob o governo de coligação de Hugo Chávez, cuja agenda de reformas pretendia combater uma recessão econômica e um aumento dos problemas sociais. Ao abrigo da nova constituição, à qual muitos católicos se opuseram devido à falta de uma disposição pró-vida, a Direção de Justiça e Religião deu continuidade à política antiga de distribuição de fundos à Igreja Católica. No entanto, as críticas públicas a certas ações governamentais por parte de membros da Igreja encontraram uma resposta cada vez mais antagônica por parte da inteligência militar em 2000. Ao ser nomeado cardeal em 2001, o arcebispo de Caracas, Antonio Ignacio Velasco Garcia, prometeu continuar a sua intervenção em questões políticas, apesar dos esforços do governo. Os bispos venezuelanos seguiram o exemplo, emitindo declarações críticas à relutância do Presidente Chávez em abordar o crescimento do crime e da pobreza na Venezuela. Sob tal provocação, Chávez atacou a Igreja, referindo-se a alguns membros do clero como "demônios".
Apesar da escalada das tensões entre a Igreja e um governo que tenta combatê-la, o catolicismo na Venezuela continuou a ser a fé da maioria. A Igreja continuou a demonstrar um forte compromisso com o bem-estar social através da Caritas Nacional, filiada na organização internacional, especificamente no apostolado pastoral, onde movimentos como a Ação Católica, o apostolado leigo, a Legião de Maria, o Movimento da Família Cristã e a Associação Venezuelana de Médicos Católicos, que melhoram a qualidade de vida de todos os venezuelanos. Através dos esforços destas organizações, o país conseguiu lidar com uma perda devastadora de mais de 30.000 vidas devido às fortes chuvas que causaram inundações e deslizamentos de terra ao longo da costa norte em dezembro de 1999.

## Atualmente
Em 2000, havia 1.149 paróquias na Venezuela, com 1.308 padres diocesanos e 1.111 religiosos. Além disso, 324 irmãos e 4.346 irmãs atendiam à educação, à saúde e a outras necessidades humanitárias, especialmente entre os pobres das zonas rurais. A educação permaneceu entre os principais objetivos da Igreja, refletindo séculos de dedicação a este esforço. Em 1999, o governo destinou 1,5 milhões de dólares para programas escolares e sociais geridos pela Igreja.

### Socialismo

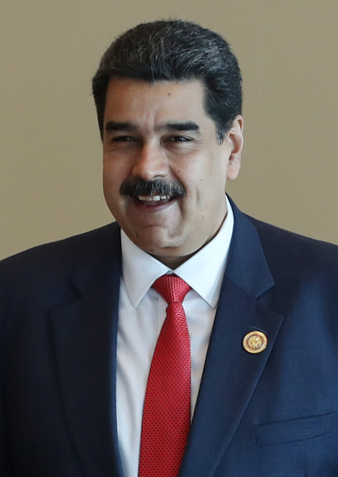
Nicolás Maduro, atual ditador venezuelano.

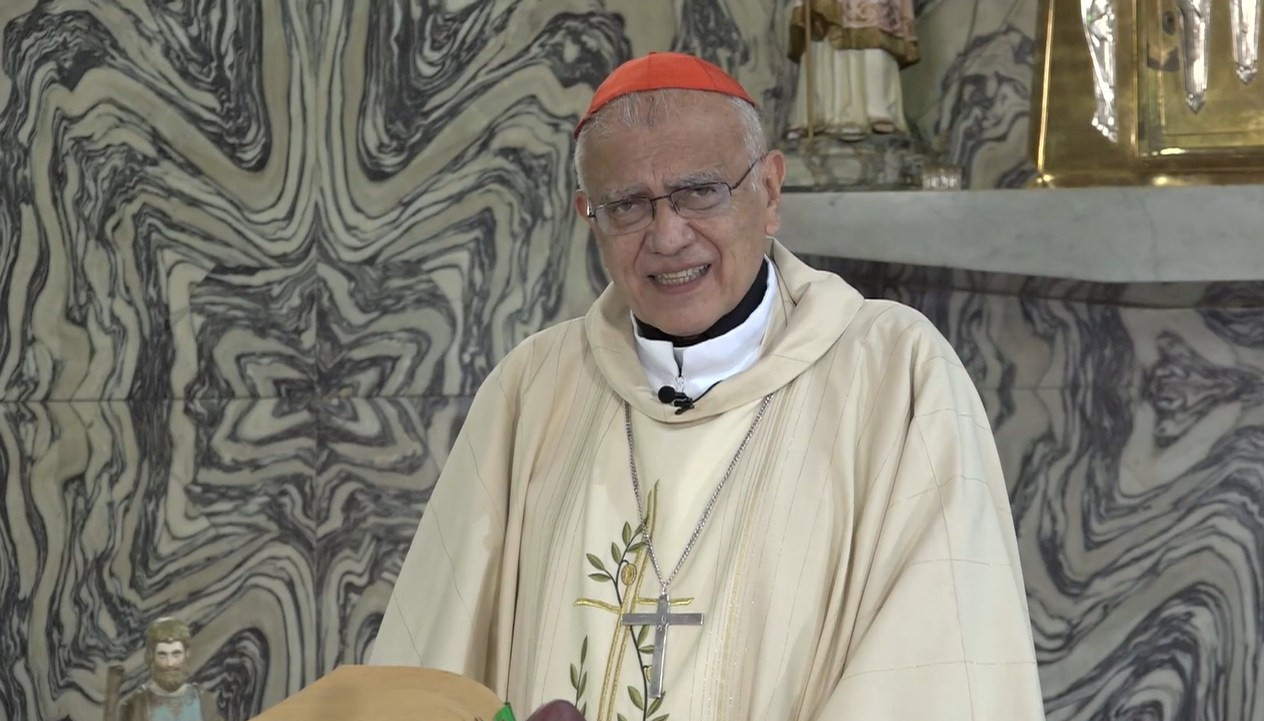
Cardeal venezuelano Baltazar Porras, opositor do regime socialista de Maduro.

A Igreja Católica venezuelana diz que o país vive "um regime de fato, sem respeito às garantias previstas na Constituição e aos mais altos princípios de dignidade do povo". As relações são tensas com o governo venezuelano desde que o movimento chavista chegou ao poder, em 1999, e, na gestão de Nicolás Maduro, a Igreja Católica é considerada um agente político de desestabilização do país. O governo se aproveita da carência de itens primários à população para manipulá-la. O acesso rápido a alimentos, medicações e educação é dado apenas aos apoiadores do governo. Nas escolas, os alunos são submetidos a doutrinação socialista do governo, impedindo o direito dos pais de educar seus filhos com as convicções cristãs. Muitos cristãos recebem ameaças de grupos criminosos ligados às guerrilhas colombianas, os quais normalmente saem impunes de seus feitos, ou até mesmo com apoio do governo. Projetos sociais das igrejas para os necessitados enfrentam empecilhos impostos pelo governo. Mulheres cristãs capturadas pelas guerrilhas são traficadas às redes de prostituição. A perseguição aos homens chega a ser ainda maior; eles são recrutados para as guerrilhas ou para o exército em troca de alimentos e medicamentos, e, quando líderes religiosos tentam convencê-los a não irem, estão passíveis a  terem suas igrejas fechadas, serem sequestrados, espancados ou até mortos. Em uma reunião com representantes da Fundação pontifícia Ajuda à Igreja que Sofre (ACN), o Administrador Apostólico de Caracas e Arcebispo de Mérida, Cardeal Baltazar Porras, disse que a Igreja é perseguida em meio à crise social, política e econômica que se vive na Venezuela, causada pelo governo. Ele citou como exemplo as restrições contra centros educacionais católicos. "Parece que se busca colocar obstáculos para que a própria Igreja feche seus colégios", disse. Do mesmo modo, indicou que as paróquias são atacadas pelo governo através dos “conselhos comunais e grupos pró-governo chamados ‘coletivos’”: "Por exemplo, em Caracas, nas áreas populares, os coletivos ficam nas portas das paróquias e escutam o que o sacerdote diz na homilia, se não gostam, começam as ameaças", denunciou.
Em 2014 o governo venezuelano realizou sua reforma fiscal, extinguindo a isenção fiscal até então concedida às igrejas, incluindo a Igreja Católica, que passaram a ser obrigadas a pagar impostos.
Em 1º de julho de 2016, cinco seminaristas do Seminário Menor São Boaventura, de Mérida, foram despidos, agredidos e presos em um bueiro por grupos que apoiam o governo de Nicolás Maduro, quando os estudantes passavam perto do local em que se realizaria uma iniciativa solidária de entrega de medicamentos, com a presença da esposa do preso político Leopoldo López. Os seminaristas foram agredidos, privados de seus pertences e despidos à força. Suas roupas e livros de inglês foram queimados junto com pneus. Na Diocese de Guarenas, o bispo tem sido alvo frequente de insultos por parte de apoiadores do governo de Maduro que consideram as suas mensagens "antirrevolucionárias". Em 25 de junho de 2016, um sacerdote da mesma diocese, o padre Clemente Medina, foi ferido com arma cortante por vários homens que invadiram de madrugada a paróquia São José. Em 7 de junho, a cúria diocesana sofreu uma invasão durante a qual os delinquentes espancaram e amordaçaram funcionários e até visitantes.
Durante a pandemia de COVID-19, a Igreja venezuelana sofreu com fechamento das igrejas e suspensão das missas com a presença do povo. Quando as campanhas de vacinação contra a doença se iniciaram, os bispos pediram à população que não deixasse de se imunizar contra a COVID-19. Os tradicionais desfile da folia de Reis e a procissão do Santo Cristo da Saúde puderam voltar a ser feitos novamente a partir de 2022.
Desde 2021, diversos relatórios foram publicados por diferentes organizações com sérias críticas da situação dos direitos humanos na Venezuela, como do Alto-comissário das Nações Unidas para os Direitos Humanos, do Departamento de Estado dos Estados Unidos sobre a Liberdade Religiosa no país, e da Human Rights Watch. "Quase 80% dos cerca de 33 milhões de Venezuelanos sofrem de pobreza extrema. A isto junta-se uma inflação galopante, o alastramento do crime organizado e as consequências da pandemia". Mais de cinco milhões de cidadãos já deixaram o país. Dados revelam que os países da América do Sul que os refugiados venezuelanos mais procuram são, primeiramente, a Colômbia (2,8 milhões); em segundo, o Peru (1,5 milhão); o Brasil (510 mil), em terceiro; o Equador como quarto lugar (474 mil); e o Chile em quinto lugar (444 mil). Em maio, a igreja Maria Auxiliadora, na cidade de Maracay, foi assaltada por três noites seguidas, nas quais foram roubados objetos litúrgicos, como cibórios e turíbulos, além de equipamentos de som e eletrodomésticos.
Também em 2021, desta vez em julho, houve um atrito entre o presidente Nicolás Maduro e um sacerdote jesuíta, o qual chamou Maduro de "chefe de uma ditadura", enquanto que o presidente esbravejou chamando-o de "mercenário da pena". Em junho, o Cardeal Baltazar Porras ofereceu disponibilidade da Igreja como mediadora em eventuais negociações entre o Governo e a oposição, para que se encontrasse uma solução para a crise política e econômica do país. No mês seguinte, Maduro exigiu explicações ao Cardeal Pietro Parolin, secretário de Estado da Santa Sé, sobre uma "carta cheia de ódio e ataques" contra a Venezuela, na qual convidava "os venezuelanos, especialmente aqueles que têm algum tipo de responsabilidade política", a dialogar, enviada a uma associação empresarial venezuelana. A vice-presidente Delcy Rodríguez também atacou o cardeal Parolin, dizendo que "os padres que querem envolver-se na política deveriam tirar a batina e envolver-se na política". No mês seguinte, a Conferência Episcopal Venezuelana fez críticas à Guarda Nacional Bolivariana (a Guarda Nacional da Venezuela) por impedir a chegada de ajuda humanitária às vítimas das chuvas torrenciais que haviam atingido a cidade de Mérida. Os bispos disseram que a atitude de algumas autoridades do governo e da Guarda Nacional estavam "longe de cooperarem desinteressadamente, não só impediram a passagem de grande parte da ajuda enviada de várias partes do país, como também manifestaram uma atitude de desprezo para com os membros da Igreja e de outras instituições". Maduro, em resposta, chamou os bispos que enviaram a ajuda humanitária de "demônios de batina", e de "insetos". Além disso, o vice-presidente do Partido Socialista Unido da Venezuela afirmou que a Igreja Católica atua como um partido político, além de chamar um dos bispos de "ridículo".
Em 2022, a Conferência Episcopal venezuelana reconheceu que abusos sexuais foram cometidos por membros da Igreja no país, colocando-se à disponibilidade das autoridades para as investigações.

### Atitudes religiosas
| Católicos na Venezuela | Católicos na Venezuela | Católicos na Venezuela | Católicos na Venezuela | Católicos na Venezuela |
| ---------------------- | ---------------------- | ---------------------- | ---------------------- | ---------------------- |
|                        |                        |                        |                        |                        |
| 1910                   | 1910                   |                        | 93%                    | 93%                    |
| 1950                   | 1950                   |                        | 91%                    | 91%                    |
| 1970                   | 1970                   |                        | 93%                    | 93%                    |
| 2014                   | 2014                   |                        | 73%                    | 73%                    |

Uma pesquisa, realizada pelo Pew Research Center em 2014, com intenção de mostrar a disparidade das atitudes religiosas de católicos e protestantes na América Latina. As conclusões foram que 56% dos protestantes venezuelanos foram criados no catolicismo; apenas 9% dos católicos venezuelanos têm o hábito de compartilhar sua fé com outras pessoas, enquanto que entre protestantes esse índice é de 37%; cerca de 33% dos católicos do país são favoráveis ao casamento gay, e o índice cai para 14% entre os protestantes; são 67% os católicos que definiram a religião como algo "muito importante" em suas vidas, contra 81% dos protestantes; apenas 17% dos católicos da Venezuela afirmam frequentar semanalmente as missas, contra 67% dos protestantes, que vão semanalmente ao culto, sendo o país com a maior diferença entre os dois grupos no continente; 43% dos católicos afirmam rezar diariamente, e 70% dos protestantes; apenas 6% dos católicos se envolvem em atividades pastorais ou no ensino da catequese, e o índice entre os protestantes é de 41%; quanto à leitura semanal da Bíblia, são apenas 12% os católicos que o fazem, contra 55% dos protestantes; são apenas 18% dos católicos que dão o dízimo à igreja e 71% dos protestantes; 43% dos católicos e 19% dos protestantes praticam sincretismo religioso com religiões afrocaribenhas ou indígenas; 85% dos católicos acreditam no mistério da transubstanciação; por fim, 92% dos católicos pedem a intercessão de Nossa Senhora.

## Organização territorial

Mapa das diocese venezuelanas

A Igreja Católica está presente no país com 42 circunscrições eclesiásticas, sendo do rito romano nove arquidioceses, 27 dioceses, três vicariatos apostólicos e um ordinariato militar, e de outros ritos, sendo um exarcado apostólico de rito greco-melquita e e outro  de rito siríaco. Todas estão listadas abaixo:
| - Diocese de Acarigua–Araure - Diocese de Carora | - Diocese de Guanare - Diocese de San Felipe |

| - Diocese de Guarenas - Diocese de La Guaira | - Diocese de Los Teques - Diocese de Petare |

| - Diocese de Barcelona - Diocese de Carúpano | - Diocese de El Tigre - Diocese de Margarita |

| - Diocese de Barinas - Diocese de Guasdualito | - Diocese de San Cristóbal de Venezuela - Diocese de Trujillo |

## Conferência Episcopal
A reunião dos arcebispos, bispos, vigários apostólicos e exarcas do país constitui a Conferência Episcopal Venezuelana, que foi criada em 1973.
A organização da conferência consiste em uma assembleia plenária, que reúne todos os seus membros, e é seu órgão supremo; comissões episcopais, que incluem organismos de estudo, supervisão e assessoria dos campos campos pastorais; comissão permanente, cuja finalidade é fiscalizar a execução e o cumprimento do plano pastoral; e, por fim, o secretariado permanente, que é responsável por informar, executar e coordenar as decisões e atividades programadas.

## Nunciatura Apostólica
A Delegação Apostólica da Venezuela foi criada em 1851, e elevada a Internunciatura Apostólica do Uruguai em 1915, e finalmente elevada a Nunciatura Apostólica da Venezuela em 21 de maio de 1920. A sede da nunciatura fica localizada em Caracas.

## Visitas papais
A Venezuela recebeu duas visitas de papas em sua história, sendo ambas feitas por João Paulo II. A primeira ocorreu entre 26 e 29 de janeiro de 1985, e também incluiu em seu roteiro o Equador, o Peru e Trinidad e Tobago.
| “ | A partir deste crescimento no Senhor e da força dos leigos venezuelanos, tornem presente a Igreja, com nova coerência e originalidade, em sua sociedade, no progresso espiritual, econômico e cultural da vossa nação. É o meu lema e a sua tarefa. Deus lhes deu, desde as entranhas da terra, preciosos recursos naturais para que todos os venezuelanos possam ter uma vida digna, e ainda para que, uma vez satisfeitas suas necessidades básicas, possam ser solidários na integração latino-americana que o Libertador sonhado e que conta na Igreja com um sinal eficaz de realização. Dado que vocês também têm uma tradição democrática que afirma a sua estabilidade, cabe-lhes promover sempre a dignidade e a participação do povo no destino da nação, como modelo que supera o autoritarismo de vários sinais ideológicos. | ” |
|   | — Discurso do Papa João Paulo II aos leigos em Caracas, em 28 de janeiro de 1985. |   |

A segunda viagem apostólica de João Paulo II ocorreu entre 9 e 11 de fevereiro de 1996. O Pontífice também visitou a Guatemala, Nicarágua e El Salvador.
| “ | Diante de um mundo de aparências, injustiças e materialismo que nos rodeia, convido todos vocês, meninos e meninas da Venezuela, a fazerem, com responsabilidade e alegria, uma opção fundamental por Cristo em suas vidas: Jovens, abram as portas da seu coração para Cristo! Ele nunca decepciona. Ele é o Caminho da paz, a Verdade que nos liberta e a Vida que nos enche de alegria (cf. Missale Romanum, “Prex eucharistica V/b”). Diante do medo do futuro, do compromisso, do fracasso... Ele é a rocha firme (cf. 1Cor 10, 4). Diante das doutrinas falsas e destrutivas do ser humano, Ele é a luz que vem do alto (cf. Lc 1, 78). Perante a tentação dos ídolos do poder, do dinheiro e do prazer, Ele liberta-nos (cf. Gl 5, 1). Jesus é o único Salvador e não há outro nome debaixo do céu pelo qual possamos ser salvos! (At 4, 12). [...] Quero, neste momento, fazer um apelo aos seus pais e professores, e a todos os responsáveis pela educação na Venezuela. 'É necessário educar no valor da vida a partir das suas raízes. É uma ilusão pensar que se pode construir uma verdadeira cultura da vida se os jovens não forem ajudados a compreender e a viver a sexualidade, o amor e toda a existência segundo o seu verdadeiro significado e a sua íntima correlação' (Evangelium vitae, 97). Grande parte disto dependerá de os jovens saberem difundir ao seu redor verdadeiros ideais de vida e serem capazes de crescer no respeito e no serviço a cada pessoa, na família e na sociedade. | ” |
|   | — Discurso do Papa João Paulo II aos jovens venezuelanos, em 11 de fevereiro de 1996. |   |

## Santos

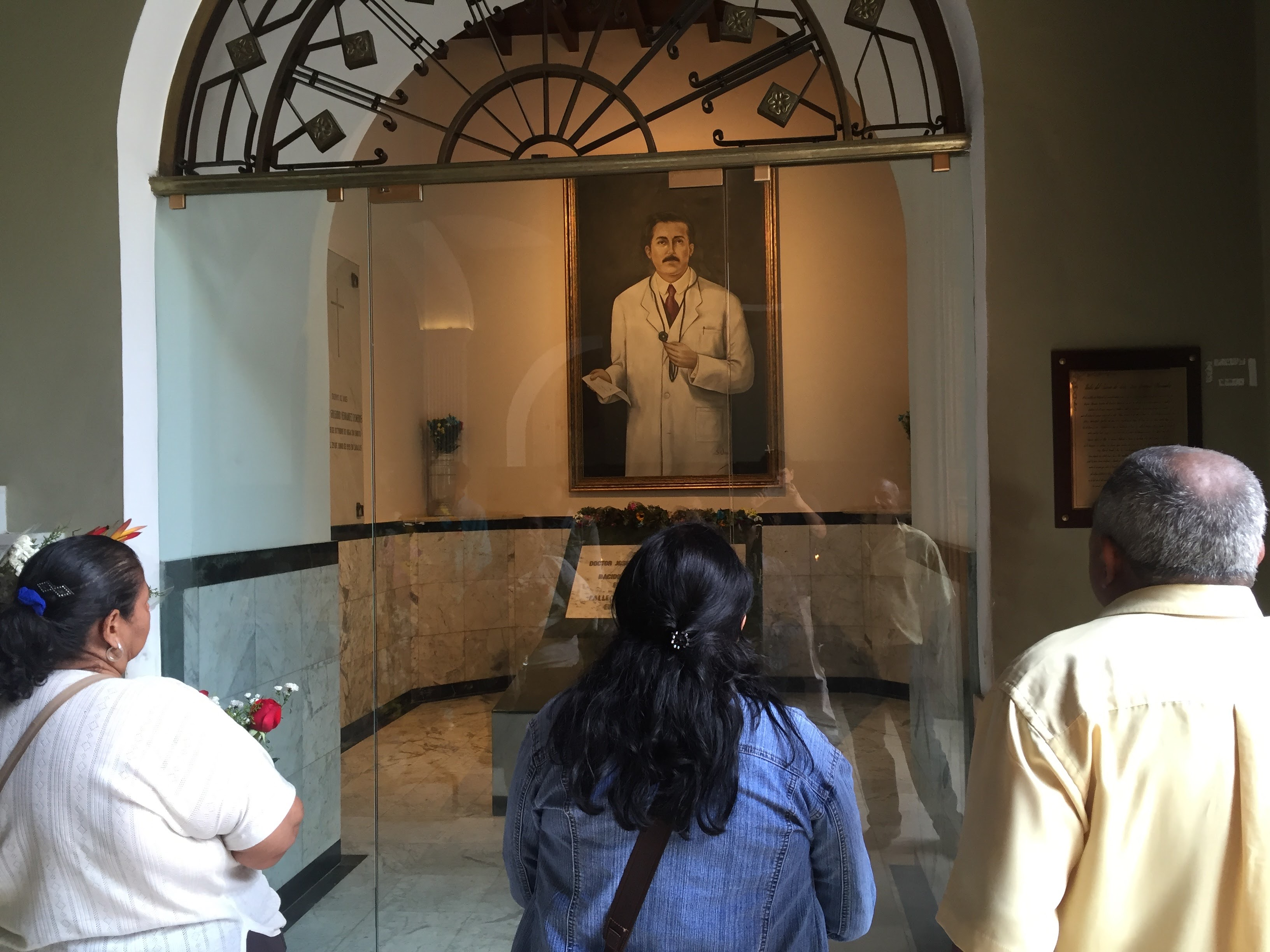
Devotos em frente à antiga tumba de José Gregorio Hernández na igreja de Nossa Senhora da Candelária, em Caracas.

A Venezuela ainda não tem santos reconhecidos pela Igreja, porém há quatro beatos, todos nascidos no país.

### Beatos
- José Gregorio Hernández Cisneros
- Candelaria de San José
- María de San José Alvarado
- Carmen Rendiles Martínez

### Títulos marianos
- Nossa Senhora de Coromoto[14]